# Heidi Grant Murphy
Heidi Grant Murphy (* 1965 in Bellingham, Washington) ist eine US-amerikanische Opernsängerin (Sopran) und Gesangspädagogin.

## Leben
Murphy begann ihre musikalische Ausbildung an der Western Washington University und setzte sie an der Jacobs School of Music der Indiana University fort. Während ihres Graduiertenstudiums wurde sie Gewinnerin der Metropolitan Opera National Council Auditions und wurde von James Levine als Teilnehmerin des Lindemann Young Artist Development Program der Metropolitan Opera engagiert.
Sie gehörte dann mehr als 20 Jahre zum Ensemble der Metropolitan Opera und trat daneben an anderen bedeutenden Opernhäusern wie der Frankfurter Oper, der De Nederlandse Opera, am Théâtre Royal de la Monnaie und der Santa Fe Opera auf und arbeitete mit den bedeutenden Orchestern der USA, auch mit den Wiener Philharmonikern unter der Leitung von Herbert Blomstedt, Christoph Eschenbach, James Levine, Lorin Maazel, Kurt Masur, Kent Nagano, Seiji Ozawa, Christian Thielemann, Edo de Waart, Robert Shaw, David Zinman, Pinchas Zukerman und anderen zusammen.
Neben vielen weiteren Rollen sang sie die Sophie in Der Rosenkavalier, die Pamina in Die Zauberflöte, die Schwester Constance in Dialogues of the Carmelites, die Nanetta in Falstaff und die Celia in Lucio Silla. Neben anderen Einspielungen nahm sie Clearings in the Sky mit Kompositionen Lili Boulangers, Twilight and Innocence sowie Kantaten von Bach für Arabesque Records, Robert Schumanns Das Paradies und die Peri, Mozarts Idomeneo (Ilia) und Le nozze di Figaro (Barbarina) für die Deutsche Grammophon und das grammy-nominierte Album Sweeney Todd für das Label des New York Philharmonic Orchestra auf. Seit 2011 unterrichtet sie – ebenso wie ihr Ehemann, der Pianist Kevin Murphy an der Jacobs School of Music.